# 1998-as Formula–1 argentin nagydíj
Az argentin nagydíj volt az 1998-as Formula–1 világbajnokság harmadik futama.

## Futam
| Helyezés | #  | Versenyző             | Csapat/Motor        | Futott körök | Idő/Kiesés oka | Rajthely | Pontszám |
| -------- | -- | --------------------- | ------------------- | ------------ | -------------- | -------- | -------- |
| 1        | 3  | Michael Schumacher    | Ferrari             | 72           | 1'48:36,1      | 2        | 10       |
| 2        | 8  | Mika Häkkinen         | McLaren-Mercedes    | 72           | +22,898        | 3        | 6        |
| 3        | 4  | Eddie Irvine          | Ferrari             | 72           | +57,745        | 4        | 4        |
| 4        | 6  | Alexander Wurz        | Benetton-Playlife   | 72           | +1:08,134      | 8        | 3        |
| 5        | 14 | Jean Alesi            | Sauber-Petronas     | 72           | +1:18,286      | 11       | 2        |
| 6        | 7  | David Coulthard       | McLaren-Mercedes    | 72           | +1:19,751      | 1        | 1        |
| 7        | 5  | Giancarlo Fisichella  | Benetton-Playlife   | 72           | +1:28,437      | 10       |          |
| 8        | 9  | Damon Hill            | Jordan-Mugen-Honda  | 71           | +1 kör         | 9        |          |
| 9        | 2  | Heinz-Harald Frentzen | Williams-Mecachrome | 71           | +1 kör         | 6        |          |
| 10       | 18 | Rubens Barrichello    | Stewart-Ford        | 70           | +2 kör         | 14       |          |
| 11       | 12 | Jarno Trulli          | Prost-Peugeot       | 70           | +2 kör         | 16       |          |
| 12       | 21 | Takagi Toranoszuke    | Tyrrell-Ford        | 70           | +2 kör         | 13       |          |
| 13       | 22 | Nakano Sindzsi        | Minardi-Ford        | 69           | +3 kör         | 19       |          |
| 14       | 20 | Ricardo Rosset        | Tyrrell-Ford        | 68           | +4 kör         | 21       |          |
| 15       | 11 | Olivier Panis         | Prost-Peugeot       | 65           | Motorhiba      | 15       |          |
| Kiesett  | 23 | Esteban Tuero         | Minardi-Ford        | 63           | Baleset        | 20       |          |
| Kiesett  | 1  | Jacques Villeneuve    | Williams-Mecachrome | 52           | Ütközés        | 7        |          |
| Kiesett  | 15 | Johnny Herbert        | Sauber-Petronas     | 46           | Ütközés        | 12       |          |
| Kiesett  | 10 | Ralf Schumacher       | Jordan-Mugen-Honda  | 22           | Felfüggesztés  | 5        |          |
| Kiesett  | 17 | Mika Salo             | Arrows              | 18           | Váltó          | 17       |          |
| Kiesett  | 19 | Jan Magnussen         | Stewart-Ford        | 17           | Erőátvitel     | 22       |          |
| Kiesett  | 16 | Pedro Diniz           | Arrows              | 13           | Váltó          | 18       |          |

## A világbajnokság élmezőnyének állása a verseny után
| H  | Versenyzők            | Pont | H  | Konstruktőrök       | Pont |
| -- | --------------------- | ---- | -- | ------------------- | ---- |
| 1. | Mika Häkkinen         | 26   | 1. | McLaren-Mercedes    | 39   |
| 2. | Michael Schumacher    | 14   | 2. | Ferrari             | 21   |
| 3. | David Coulthard       | 13   | 3. | Williams-Mecachrome | 8    |
| 4. | Eddie Irvine          | 7    | 4. | Benetton-Playlife   | 7    |
| 5. | Heinz-Harald Frentzen | 6    | 5. | Sauber-Petronas     | 3    |

### Statisztikák
Vezető helyen:
- David Coulthard 4 (1-4)
- Michael Schumacher 54 (5-28 / 43-72)
- Mika Häkkinen 14 (29-42)

Michael Schumacher 28. győzelme, David Coulthard 6. pole-pozíciója, Alexander Wurz egyetlen leggyorsabb köre.
- Ferrari 114. győzelme.